# Rivas-Vaciamadrid
Rivas-Vaciamadrid (spanskt uttal: [ˈriβas βaθjamaˈðɾið]) är en stad och kommun i den autonoma regionen Madrid i centrala Spanien. Staden ligger cirka 16 kilometer sydost om centrala Madrid. Kommunen har 101 949 invånare (2024), på en yta av 67,38 km².
Kommunen gränsar i norr till San Fernando de Henares, i öster till Mejorada del Campo och Velilla de San Antonio, i sydost till Arganda del Rey, i söder till San Martín de la Vega samt i väster till Getafe och Madrid. Motorvägen A-3 passerar strax utanför staden.
Kommunen är en plats av stort ekologiskt värde; tre fjärdedelar av kommunen är en del av Parque regional del Sureste. I regionalparken flyter floderna Jarama och Manzanares samman. Bredvid deras flodbäddar, som ett resultat av långvarig spannmålsodling, har många småsjöar bildats där otaliga arter häckar och lever tillsammans bland klipporna, bland annat en koloni av 200 storkar samt änder, falkar och glador.
Rivas-Vaciamadrids befolkningsutveckling har varit mycket kraftig, från 653 invånare 1981 till över 100 000 invånare år 2023. Bostadsområdena Covibar och Pablo Iglesias byggdes av kooperativ. Det förstnämnda kopplas till fackförbundet Comisiones Obreras och Spaniens kommunistiska parti (PCE) och det senare till Unión General de Trabajadores och Spanska socialistiska arbetarpartiet (PSOE). Kommunen utgör en del av det "röda bälte" som löper längs Madrids södra förstäder.